# Artjärvi

Wappen der ehemaligen Gemeinde Artjärvi

Lage der ehemaligen Gemeinde Artjärvi in Finnland

Artjärvi [ˈɑrtjærvi] (schwedisch Artsjö) ist eine ehemalige Gemeinde in Südfinnland. Sie war Teil der Verwaltungsgemeinschaft Lahti in der Landschaft Päijät-Häme. Seit 1. Januar 2011 ist sie Teil der Gemeinde Orimattila.
Artjärvi liegt rund 100 Kilometer nordöstlich von Helsinki. Nachbargemeinden waren Lapinjärvi, Iitti, Orimattila und Myrskylä. Die gesamte Bevölkerung Artjärvis ist finnischsprachig. Die Gemeinde hatte eine Fläche von 197,33 km² (davon 177,01 km² Land- und 20,32 km² Binnengewässerfläche) und zuletzt 1407 Einwohner. Die Gemeinde Artjärvi unterhielt Städtepartnerschaften zu Vallentuna in Schweden (seit 1960) und Mäksä in Estland (seit 1992).
Die Gemeinde umfasste neben dem namensgebenden Hauptort Artjärvi die Dörfer Hietana, Kinttula, Ratula, Salmela und  Villikkala sowie einige weitere verstreut liegende kleine Siedlungen. Der Siedlungsschwerpunkt lag auf den Landengen zwischen den drei Seen Villikanjärvi, Pyhäjärvi und Säyhtee.
2002–2006 errichtete die finnische astronomische Gesellschaft Ursa in Artsjärvi eine Sternwarte mit angeschlossenem Schulungszentrum. Die Warte ist mit einem Spiegelteleskop des Bautyps Meade LX200GPS mit einer Brennweite von 4.064 Millimetern ausgestattet.

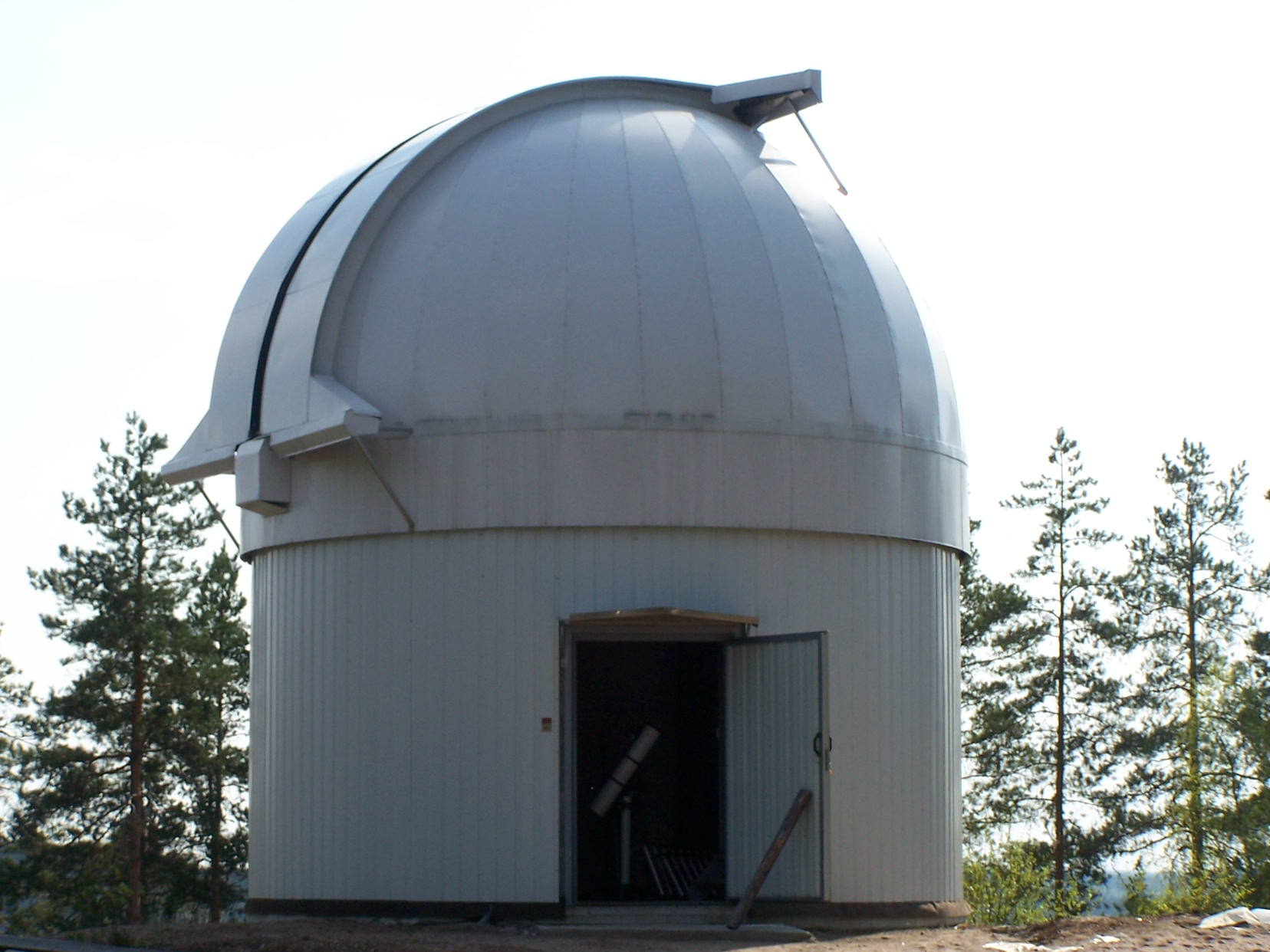
Das Observatorium der Ursa

## Söhne und Töchter der Stadt
- Ilmari Vesamaa (1893–1973), Langstrecken- und Hindernisläufer
- Raimo Vilén (* 1945), Sprinter